# Ivan Peršak
Ivan Peršak, slovenski invalid, * 11. december 1934, Moravci pri Mali Nedelji, † 23. marec 2011
Bil je pobudnik ustanovitve in dolgoletni predsednik Zveze paraplegikov Slovenije (1969--2008). Je tudi radioamater.  Prejel je častni znak svobode RS.    

## Odlikovanja in nagrade
Leta 1996 je prejel častni znak svobode Republike Slovenije z naslednjo utemeljitvijo: »za zasluge in osebni prispevek v dobro invalidom Slovenije«.